# Svenska Läkemedelsförsäkringen
Den svenska Läkemedelsförsäkringen bildades den 1 juli 1978 sedan en frivillig överenskommelse träffats mellan läkemedelsföretagen i Sverige. Försäkringen innebär att en patient som drabbas av en skada på grund av läkemedel kan få ersättning. Den svenska läkemedelsförsäkringen bör inte förväxlas med patientförsäkringen som ersätter sådana behandlingsskador inom vården som inte är läkemedelsskador.

## Historik

### Covid-19-vaccin
Alla tre covid-19-vaccinerna är godkända i Sverige och omfattas av Läkemedelsförsäkringen. Sedan dess har de tre vacciner som används i Sverige (Pfizers, AstraZenecas och Modernas) godkänts inom EU och samtliga omfattas av Läkemedelsförsäkringen. Försäkringsskyddet innebär att alla som vaccineras mot covid-19 i Sverige har möjlighet att begära ersättning hos Läkemedelsförsäkringen om de anser sig ha fått en skada av något av vaccinen.
Ett lagförslag från regeringen ska komplettera försäkringsskyddet för den som vaccineras mot covid-19. Förslaget har skickats på remiss till lagrådet. Förslaget säger bland annat att staten ska gå in och ersätta för eventuella skador om vaccintillverkaren inte är ansluten till den svenska läkemedelsförsäkringen. Prövningen görs då av Läkemedelsförsäkringen men pengarna betalas ut av kammarkollegiet. Enligt lagförslaget ska staten ta över utbetalningarna av ersättning när Läkemedelsförsäkringen nått sitt tak för sådana skador.
Det är samma princip som enligt ett regeringsbeslut för närvarande gäller för vaccinet från Moderna.

### Pandemrix
Läkemedelsförsäkringen hade från och med 30 april 2014 fått in totalt 371 anmälningar om narkolepsi efter vaccinering med Pandemrix, varav drygt 300 gäller barn och ungdomar. Sedan oktober 2020 hade Läkemedelsförsäkringen betalat ut drygt 100 miljoner kronor till de personer som fått sin narkolepsiskada godkänd som läkemedelsskada. Ersättningen hittills avser till största delen s.k. ideell ersättning (sveda och värk, invaliditet) men en del har också betalats avseende inkomstförluster, försenad skolgång och merkostnader som uppstått till följd av narkolepsiskadan.
Regeringen Löfven I lade en proposition där det föreslås en ny lag om statlig ersättning till personer som insjuknat i narkolepsi efter pandemivaccinering. Den bordlagdes i riksdagen den 22 mars 2016, och röstades genom den 12 maj 2016.

## Delägarskap
Bakom Läkemedelsförsäkringen står forskande läkemedelsbolag, generikabolag, parallellimportörer, Apoteket AB, distributionsbolag samt forsknings och utvecklingsbolag.